# Grandes Vultos da Independência Brasileira
Grandes Vultos da Independência Brasileira é um livro bibliográfico escrito por Afonso d'Escragnolle Taunay por ocasião da comemoração do primeiro centenário da Independência do Brasil, em 1922. As biografias contidas no livro são referentes aos artífices da Independência e ilustradas por reproduções dos retratos dessas figuras no acervo do Museu Paulista, de onde Taunay era diretor à época.

## Conteúdo
O livro, de subtítulo Publicação Comemorativa do Primeiro Centenário da Independência Nacional, traz trinta e uma biografias de pessoas célebres no movimento da Independência. São elas pessoas nobres, políticos, maçons, militares e religiosos, 28 homens e 3 mulheres. A ordem das biografias no livro é: O imperador Dom Pedro I, José Bonifácio de Andrada e Silva, a imperatriz Maria Leopoldina, Joaquim Gonçalves Ledo, Antônio Carlos Ribeiro de Andrada Machado e Silva, Martim Francisco Ribeiro de Andrada, José Joaquim da Rocha, Francisco de Santa Teresa Jesus Sampaio, Januário da Cunha Barbosa, José Clemente Pereira, Luís Pereira da Nóbrega de Sousa Coutinho, Domingos Alves Branco Muniz Barreto, Joaquim Xavier Curado,  Hipólito José da Costa, Nicolau de Campos Vergueiro, Cipriano Barata, Diogo Antônio Feijó, José Lino Coutinho, Francisco de Paula Sousa e Melo, Estevão Ribeiro de Resende, Felisberto Caldeira Brant Pontes de Oliveira Horta, Lord Cochrane, Soror Joanna Angélica, José Joaquim de Lima e Silva, Maria Quitéria, Joaquim Pires de Carvalho e Albuquerque, Pedro Labatut, Antônio Pereira Rebouças, José da Silva Lisboa, João Severiano Maciel da Costa e Mariano José Pereira da Fonseca.
Dessas biografias, somente três são sobre mulheres: Maria Leopoldina, Joanna Angélica e Maria Quitéria; e somente duas não possuem retratos ilustrativos: Luís Pereira da Nóbrega de Sousa Coutinho e Domingos Alves Branco Muniz Barreto.

## Publicação
O livro tem autoria de Afonso d'Escragnolle Taunay e foi publicado em 1922 pela editora Melhoramentos em São Paulo. A publicação ocorreu no contexto das comemorações do centenário da Independência do Brasil do Reino de Portugal, ocorrida em 1822.